# داء نشواني أذيني معزول
داء نشواني أذيني معزول (بالإنجليزية: Isolated atrial amyloidosis)‏ هو أحد أشكال الداء النشواني يُصيب أُذين القلب، ويرتبط هذا المرض بتراكم الببتيد الأذيني المدر للصوديوم، وقد يؤدي إلى اضطراب النظم القلبي.